# Enrique Regüeiferos
Enrique Regüeiferos est un boxeur cubain né le 15 juillet 1948 à La Havane et mort le 20 juin 2002.

## Carrière
Sa carrière amateur est principalement marquée par une médaille d'argent remportée aux Jeux olympiques de Mexico en 1968 dans la catégorie des poids super-légers et une victoire aux Jeux panaméricains de Winnipeg en 1967 dans la catégorie des poids légers.

## Référence
1. ↑  (en) Résultats des Jeux olympiques 1968 (amateur-boxing.strefa.pl)